# The Human League
The Human League je anglická elektronická/new wave skupina, která vznikla v Sheffieldu roku 1977. Popularitu si získala po klíčové změně sestavy začátkem 80. let a s mírným komerčním úspěchem vystupuje dodnes.
Jediným původním členem skupiny je zpěvák a textař Philip Oakey. Původně avantgardní mužská skupina, používající především syntezátory, se vyvinula do komerčně úspěšné synthpop skupiny pod Oakeovým vedením a vydala své nejprodávanější album Dare. Od roku 1987 je skupina v podstatě triem Oakleye, dlouho spolupracujících vokalistek Joanne Caterall a Susan Ann Sulley (které přišly do skupiny v roce 1980) s různými sidemany. Skupina The Human League ovlivnila množství electropopových, ostatních synthpopových a mainstreamových interpretů jako Madonna, La Roux, Moby, Pet Shop Boys, Little Boots či Parralox.
Od roku 1978 skupina vydala devět studiových alb, čtyři EP a třicet singlů. Celosvětově skupina prodala přes 20 mil. nahrávek.

## Členové
- Philip Oakey – zpěv, klávesy (1977 – dosud)
- Martyn Ware – klávesy (1977 – 1980)
- Ian Craig Marsh – klávesy (1977 – 1980)
- Philip Adrian Wright – klávesy (1978 – 1986)
- Susan Ann Sulley – zpěv (1980 – dosud)
- Joanne Catherall – zpěv (1980 – dosud)
- Ian Burden – klávesy, basová kytara (1981 – 1987)
- Jo Callis – klávesy, elektrická kytara (1981 – 1985)

## Diskografie
- Reproduction (1979)
- Travelogue (1980)
- Dare (1981)
- Love and Dancing (1982)
- Hysteria (1984)
- Crash (1986)
- Romantic? (1990)
- Octopus (1995), videoklip ke skladbě Tell Me When byl natočen v Praze
- Secrets (2001)
- Credo (2011)

## Ocenění
- 1982 BRIT Award – Best British breakthrough act
- 2004 Q Award – Innovation in sound
- 2008 ASCAP Award – for 20 million U.S radio plays of "Don't You Want Me" (2007)

### Nominace
- 1982 Grammy Awards – Best international act